# Mitsubishi Electric Championship at Hualalai
Het Mitsubishi Electric Championship at Hualalai is een jaarlijks golftoernooi in de Verenigde Staten, dat deel uitmaakt van de Champions Tour. Het vindt sinds 1984 telkens plaats op de Hualalai Golf Course van de Hualalai Resort in Kaupulehu, Hawaï.
Het toernooi wordt gespeeld in een strokeplay-formule met drie ronden, behalve van 1984 tot 1987 dat toen gespeeld werd in vier ronden, en er is geen cut.

## Geschiedenis
In 1984 werd het toernooi opgericht als de MONY Senior Tournament of Champions en de eerste editie werd gewonnen door de Amerikaan Orville Moody. In de volgende decennia werd het toernooi meermaals vernoemd waaronder de Senior Tournament of Champions en het MasterCard Championship. Sinds 2009 wordt het toernooi georganiseerd onder de naam Mitsubishi Electric Championship at Hualalai.
In 1984 en 1985 vond het toernooi telkens plaats in de maand mei. Vanaf 1986 tot op het heden wordt het toernooi georganiseerd in de maand januari.

## Winnaars
| Jaar                                         | Winnaar                             | Score                               | Score                               | Info                                          |
| MONY Senior Tournament of Champions          | MONY Senior Tournament of Champions | MONY Senior Tournament of Champions | MONY Senior Tournament of Champions | MONY Senior Tournament of Champions           |
| -------------------------------------------- | ----------------------------------- | ----------------------------------- | ----------------------------------- | --------------------------------------------- |
| 1984                                         | Orville Moody                       | 288                                 | par                                 |                                               |
| 1985                                         | Peter Thomson                       | 284                                 | –4                                  |                                               |
| 1986                                         | Miller Barber                       | 282                                 | –6                                  |                                               |
| 1987                                         | Don January po                      | 287                                 | –1                                  | Won de play-off van Butch Baird               |
| 1988                                         | Dave Hill                           | 211                                 | –5                                  |                                               |
| 1989                                         | Miller Barber                       | 280                                 | –8                                  |                                               |
| 1990                                         | George Archer                       | 283                                 | –5                                  |                                               |
| Infiniti Senior Tournament of Champions      |                                     |                                     |                                     |                                               |
| 1991                                         | Bruce Crampton                      | 279                                 | –9                                  |                                               |
| 1992                                         | Al Geiberger                        | 282                                 | –6                                  |                                               |
| 1993                                         | Al Geiberger                        | 280                                 | –8                                  |                                               |
| Mercedes Championships                       |                                     |                                     |                                     |                                               |
| 1994                                         | Jack Nicklaus                       | 279                                 | –9                                  |                                               |
| Senior Tournament of Champions               |                                     |                                     |                                     |                                               |
| 1995                                         | Jim Colbert                         | 209                                 | –7                                  |                                               |
| 1996                                         | John Bland                          | 207                                 | –9                                  |                                               |
| Mastercard Championship                      |                                     |                                     |                                     |                                               |
| 1997                                         | Hale Irwin                          | 209                                 | –7                                  |                                               |
| 1998                                         | Gil Morgan                          | 195                                 | –21                                 |                                               |
| 1999                                         | John Jacobs                         | 203                                 | –13                                 |                                               |
| 2000                                         | George Archer                       | 207                                 | –9                                  |                                               |
| 2001                                         | Larry Nelson                        | 197                                 | –19                                 |                                               |
| 2002                                         | Tom Kite                            | 199                                 | –17                                 |                                               |
| 2003                                         | Dana Quigley                        | 198                                 | –18                                 |                                               |
| 2004                                         | Fuzzy Zoeller                       | 196                                 | –20                                 |                                               |
| 2005                                         | Dana Quigley po                     | 198                                 | –18                                 | Won de play-off van Tom Watson                |
| Mastercard Championship at Hualalai          |                                     |                                     |                                     |                                               |
| 2006                                         | Loren Roberts                       | 191                                 | –25                                 |                                               |
| 2007                                         | Hale Irwin                          | 193                                 | –23                                 |                                               |
| 2008                                         | Fred Funk                           | 195                                 | –21                                 |                                               |
| Mitsubishi Electric Championship at Hualalai |                                     |                                     |                                     |                                               |
| 2009                                         | Bernhard Langer                     | 198                                 | –18                                 |                                               |
| 2010                                         | Tom Watson                          | 194                                 | –22                                 |                                               |
| 2011                                         | John Cook                           | 194                                 | –22                                 |                                               |
| 2012                                         | Dan Forsman                         | 201                                 | –15                                 |                                               |
| 2013                                         | John Cook po                        | 199                                 | –17                                 | Won de play-off van David Frost               |
| 2014                                         | Bernhard Langer                     | 194                                 | –22                                 |                                               |
| 2015                                         | Miguel Ángel Jiménez                | 199                                 | –17                                 |                                               |
| 2016                                         | Duffy Waldorf                       | 198                                 | –18                                 |                                               |
| 2017                                         | Bernhard Langer                     | 129                                 | –15                                 |                                               |
| 2018                                         | Jerry Kelly                         | 198                                 | –18                                 |                                               |
| 2019                                         | Tom Lehman                          | 199                                 | –17                                 |                                               |
| 2020                                         | Miguel Ángel Jiménez po             | 202                                 | –14                                 | Won de play-off van Fred Couples en Ernie Els |
| 2021                                         | Darren Clarke                       | 195                                 | –21                                 |                                               |
| 2022                                         | Miguel Ángel Jiménez po             | 199                                 | –17                                 | Won de play-off van Steven Alker              |
| 2023                                         | Steve Stricker                      | 193                                 | –23                                 |                                               |
| 2024                                         | Steven Alker                        | 191                                 | –25                                 |                                               |

| Toernooirecord |  | po = winnaar na play-off |

## Meervoudige winnaars
Volgende golfers wonnen het toernooi meer dan één keer:
3 keer
- Bernhard Langer: 2009, 2014, 2017
- Miguel Ángel Jiménez: 2015, 2020, 2022

2 keer
- Miller Barber: 1986, 1989
- Al Geiberger: 1992, 1993
- George Archer: 1990, 2000
- Dana Quigley: 2003, 2005
- Hale Irwin: 1997, 2007
- John Cook: 2011, 2013

 Mitsubishi Electric Championship at Hualalai ·
 Hassan II Golf Trophy ·
 Chubb Classic ·
 Cologuard Classic ·
 Hoag Classic ·
 Galleri Classic ·
 James Hardie Pro-Football Hall of Fame Invitational ·
 Mitsubishi Electric Classic ·
 Insperity Invitational ·
 The Tradition ·
 Senior PGA Championship ·
 Principal Charity Classic ·
 American Family Insurance Championship ·
 Senior Players Championship ·
 US Senior Open ·
 Dick's Open ·
 The Senior Open Championship ·
 Boeing Classic · 
 Rogers Charity Classic ·
 The Ally Challenge
 Stifel Charity Classic ·
 Sanford International ·
 PURE Insurance Championship ·
 Constellation Furyk and Friends ·
 SAS Championship ·
 Dominion Energy Charity Classic ·
 Simmons Bank Championship ·
 Charles Schwab Cup Championship ·